# Cylindroiulus tirolensis
Cylindroiulus tirolensis är en mångfotingart som först beskrevs av Karl Wilhelm Verhoeff 1895.  Cylindroiulus tirolensis ingår i släktet Cylindroiulus och familjen kejsardubbelfotingar. Inga underarter finns listade i Catalogue of Life.